# بروتين GRIN2A
الوحدة فرعية مستقبلات الغلوتامات إبسيلون-1 [NMDA] وحدة فرعية مستقبلات إبسيلون-1 هو بروتين يتم ترميزه في البشر بواسطة GRIN2Aجين. مع 1464 من الأحماض الأمينية، فان الشكل المتساوي للوحدة الفرعية كبيرا. يمكن انتاج اشكال نظائر GIuN2A القصيرة الخاصة بالرئيسيات عن طريق الربط البديل وتحتوي على 1281 من الأحماض الأمينية.

## الوظيفة
مستقبلات ن-ميثيل-د-أسبارتات (نمدا)هي فئة من مستقبلات الغلوتامات الأيونية. وقد تبين قناة ان NMDA تشارك في التقوية على المدى الطويل، وهي زيادة تعتمد على النشاط في كفاءة الانتقال المشبكي الذي يعتقد أنه وراء أنواع معينة من الذاكرة والتعلم. قنوات مستقبلات NMDA هي متغايرات تتكون من الوحدة الفرعية للمستقبلات الرئيسية NMDAR1 (GRIN1) و 1 أو أكثر من الوحدات الفرعية 4 NMDAR2: NMDAR2A (GRIN2A) و NMDAR2B (GRIN2B) و NMDAR2C (GRIN2C) و NMDAR2D (GRIN2D).

## الجمعيات
ترتبط المتغيرات من الجين مع تأثير وقائي من القهوة على مرض باركنسون.
ترتبط الطفرات في GRIN2A بالصرع الحراري.
أدى تسلسل الإكسوم / الجينوم الكامل إلى اكتشاف ارتباط بين الطفرات في GRIN2A ومجموعة واسعة من الأمراض العصبية، بما في ذلك الصرع والإعاقة الذهنية واضطرابات طيف التوحد وتأخر النمو والفصام.

## التفاعلات
لقد ثبت أن GRIN2A يتفاعل مع:
- DLG1[9]
- DLG3[10][11]
- DLG 4[10][11][12][13][14]
- FYN[12][15][16][17]
- Interleukin16[18]
- PTK2B[19][20][21]
- src[15][17]

## أنظر أيضا
- مستقبلات الغلوتامات
- مستقبلات نمدا